# Mind-X

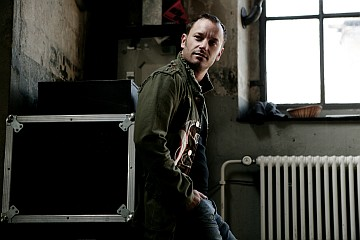
Mind-X (2007)

Mind-X (* 29. September 1972 in Bern; bürgerlich André Forrer) ist ein Schweizer House- und Trance-DJ, sowie Musikproduzent.

## Leben
André Forrer begann 1990 als DJ, zuerst unter einem andern Pseudonym, ab 1992 als Mind-X. Er gehört zu den Begründern und Pionieren für Trance-Musik in der Schweiz. Bereits 1994 spielte er auf Inka-Warehouse-Partys in Bern. Seinen nationalen Durchbruch erlangte er mit dem Auftritt bei der Energy 1996. Erste grössere Bekanntheit ausserhalb der Schweiz verschafften ihm die Singles Nightingale und Never Talk to Aliens, welche 1998 und 1999 veröffentlicht wurden. Seit diesem Zeitpunkt wurde er international gebucht. Im Jahr 2001 wurde er nominiert die über die Schweiz hinaus bekannte Street-Parade-CD zu mixen. Die Mix-CD wurde ein grosser Erfolg in der Schweiz und erreichte über einige Wochen Platz 1 der Schweizer Album Charts.
Zusammen mit Torsten Stenzel produzierte Mind-X einige Singles. Als „The Sunseekers“ veröffentlichten die beiden Oasis, 2002 und Paraglide. 2003 veröffentlichten sie unter dem Pseudonym „Shivago“ die Single No More Sun. Später produzierte er als Co-Produzent mit Ralf Fritsch und Ingo Kunzi weitere Singles.
DJ Mind-X veröffentlichte seine Titel und Remixes auf verschiedenen Labels und hat bisher sechs Alben, über 20 Kompilationen und 25 Singles herausgebracht. Er lieferte die offizielle Street-Parade-CD 2016 als Trance Edition ab, veröffentlichte dazu drei Singles und steuerte den Remix der offiziellen Street-Parade-Hymne von Mr. Da-Nos Unique zur 25. Jubiläumsparade 2016 bei.

## Diskografie

### Alben
- 2003: Eleven
- 2004: Wild Thing
- 2006: Deep Breath
- 2008: Sensation Seekers
- 2010: Godfathers
- 2011: Godfathers 2

### Kompilationen
- 1996: The Streetparade Mix (mit DJ Snowman)
- 1997: Friendship (mit DJ Snowman)
- 1997: Goliath 3
- 1998: Trancesetters (mit DJ Snowman)
- 1998: Goliath 5
- 1998: Inspiration
- 1999: Atlantis 99
- 1999: Sensitive
- 2000: Motion 00
- 2001: Motion 01
- 2001: Colours of Life
- 2001: Streetparade 2001 (CH: Platin)
- 2002: Motion 02
- 2002: Energy Ibiza
- 2002: Platinum
- 2003: Nightrockers (Noise vs. DJ Mind-X)
- 2003: Harem Future Traxx Vol. 3
- 2003: Motion 03
- 2005: Major Dance
- 2006: Energy 06 – TranceClassic Edition (DJ Mind-X meets DJ Snowman)
- 2016: Streetparade 2016 – Trance Edition
- 2017: Futurescope 29 – Zero Gravity
- 2019: Mind-X meets Snowman B2B

### Singles
- 1994: Feel the Generation
- 1997: Nightingale
- 1998: Never Talk to Aliens
- 1998: Mindmachine (as Karuma)
- 1998: Temple of Love (Mind vs Buzz)
- 1999: ON-Y-Va (as Karuma)
- 2000: Colours
- 2001: Voyage
- 2001: Love, Freedom, Tolerance (Street-Parade-Hymne 2001)
- 2002: Down Under
- 2003: Oasis 2003 (als Sunseekers)
- 2003: Paraglide (als Sunseekers)
- 2004: No More Sun (als Shivago)
- 2005: Come Back
- 2007: Wild Thing
- 2008: Sensation Seekers
- 2010: Moskito
- 2011: Sensation Seekers 2
- 2012: Lay me down (feat. Janet Taylor)
- 2013: The Secret
- 2013: Straight Boom Rush (Zusammenarbeit mit DJ Snowman und Talla 2XLC)
- 2015: The Gate (mit Talla 2XLC)
- 2015: Wonderland
- 2016: Eternal Waves
- 2016: Flavours (mit Andre Visior)
- 2016: Love, Freedom, Tolerance (Rmx)
- 2017: Eclipse (mit Andre Visior)
- 2017: Zero Gravity (mit DJ Snowman)
- 2018: Hallucination (mit Andre Visior)
- 2019: Cosmic Illusion (mit Andre Visior)
- 2019: Cassiopeia
- 2020: Delight
- 2022: Colours (Joe Napoli Rmx)
- 2022: Nightingale (Rene Ablaze Rmx)
- 2023: Soul Mate (mit Rene Ablaze)
- 2023: Whales (mit Rene Ablaze)

### Remixes
- 1997: DJ Mind-X – Nightingale (Diverse Mixes)
- 1998: DJ Snowman – Dream Culture
- 2001: Yves Deruyter – Rhythmic Bazz
- 2016: Mr. Da-Nos – Unique